# Elin Nilsen
Elin Nilsen (Mo i Rana, 12 agosto 1968) è un'ex fondista norvegese, vincitrice di varie medaglie olimpiche e iridate.

## Biografia
In Coppa del Mondo ottenne il primo risultato di rilievo il 14 gennaio 1990 a Mosca (10ª) e il primo podio il 14 dicembre 1991 a Thunder Bay (3ª).
In carriera prese parte a tre edizioni dei Giochi olimpici invernali, Albertville 1992 (10ª nella 5 km, 4ª nella 30 km, 5ª nell'inseguimento, 2ª nella staffetta), Lillehammer 1994 (12ª nella 5 km, 13ª nella 15 km, 12ª nell'inseguimento, 2ª nella staffetta) e Nagano 1998 (4ª nella 30 km, 2ª nella staffetta), e a sei dei Campionati mondiali, vincendo cinque medaglie.

## Palmarès

### Olimpiadi
- 3 medaglie:
  - 3 argenti (staffetta[1] ad Albertville 1992; staffetta[1] a Lillehammer 1994; staffetta a Nagano 1998)

### Mondiali
- 5 medaglie:
  - 2 argenti (staffetta[1] a Thunder Bay 1995; staffetta[1] a Trondheim 1997; staffetta a Lahti 2001)
  - 2 bronzi (staffetta[1] a Val di Fiemme 1991; staffetta[1] a Falun 1993)

### Coppa del Mondo
- Miglior piazzamento in classifica generale: 5ª nel 1992
- 11 podi (3 individuali, 8 a squadre[2])[3]:
  - 8 secondi posti (1 individuale, 7 a squadre)
  - 3 terzi posti (2 individuali, 1 a squadre)

### Marathon Cup
- Miglior piazzamento in classifica generale: 2ª nel 2002
- 2 podi:
  - 1 vittoria
  - 1 secondo posto

#### Marathon Cup - vittorie
| Data             | Località | Nazione | Spec.    |
| ---------------- | -------- | ------- | -------- |
| 10 febbraio 2001 | Otepää   | Estonia | 27 km TC |

Legenda:

TC = tecnica classica